# Wisła Płock (piłka nożna) w sezonie 2013/2014

## Miejsca w tabeli
| 1 | 2 | 3 | 4 | 5 | 6 | 7 | 8 | 9  | 10 | 11 | 12 | 13 | 14 | 15 | 16 | 17 | 18 | 19 | 20 | 21 | 22 | 23 | 24 | 25 | 26 | 27 | 28 | 29 | 30 | 31 | 32 | 33 | 34 |
| 7 | 7 | 2 | 3 | 4 | 7 | 5 | 9 | 10 | 6  | 6  | 8  | 6  | 6  | 7  | 5  | 6  | 6  | 7  | 8  | 7  | 9  | 7  | 7  | 7  | 9  | 9  | 7  | 8  | 6  | 7  | 7  | 5  | 7  |

## Kadra

### runda jesienna
| Nr         | Kraj      | Zawodnik               | Poprzedni klub        |
| Bramkarze  | Bramkarze | Bramkarze              | Bramkarze             |
| ---------- | --------- | ---------------------- | --------------------- |
| 1          | Polska    | Marcin Kwiatkowski     | wychowanek            |
| 21         | Polska    | Daniel Szczepankiewicz | Miedź Legnica         |
| 87         | Polska    | Seweryn Kiełpin        | Ruch Radzionków       |
| Obrońcy    |           |                        |                       |
| 3          | Polska    | Grzegorz Wawrzyński    | Wkra Radzanów         |
| 14         | Serbia    | Marko Radić            | MFK Ružomberok        |
| 17         | Polska    | Arkadiusz Mysona       | Torgelower SV Greif   |
| 20         | Polska    | Cezary Stefańczyk      | Bogdanka Łęczna       |
| 22         | Polska    | Paweł Bojaruniec       | Lech Rypin            |
| 23         | Polska    | Paweł Magdoń           | Bogdanka Łęczna       |
| 24         | Polska    | Łukasz Nadolski        | Sogndal IL            |
| 26         | Polska    | Dawid Abramowicz       | Chojniczanka Chojnice |
| Pomocnicy  |           |                        |                       |
| 4          | Polska    | Jacek Góralski         | Błękitni Gąbin        |
| 5          | Polska    | Bartłomiej Sielewski   | Piast Gliwice         |
| 7          | Polska    | Krzysztof Janus        | Górnik Polkowice      |
| 8          | Polska    | Paweł Kaczmarek        | Stomil Olsztyn        |
| 13         | Polska    | Tomasz Grudzień        | Elana Toruń           |
| 16         | Polska    | Fabian Hiszpański      | wychowanek            |
| 18         | Polska    | Piotr Wlazło           | Radomiak Radom        |
| 25         | Polska    | Filip Burkhardt        | Sandecja Nowy Sącz    |
| Napastnicy |           |                        |                       |
| 9          | Polska    | Łukasz Sekulski        | Raków Częstochowa     |
| 10         | Polska    | Janusz Dziedzic        | Olimpia Grudziądz     |
| 11         | Polska    | Marcin Krzywicki       | Ruch Radzionków       |
| 32         | Polska    | Bartłomiej Grzelak     | Górnik Zabrze         |

### runda wiosenna
| Nr         | Kraj      | Zawodnik               | Poprzedni klub        |
| Bramkarze  | Bramkarze | Bramkarze              | Bramkarze             |
| ---------- | --------- | ---------------------- | --------------------- |
| 1          | Polska    | Marcin Kwiatkowski     | wychowanek            |
| 21         | Polska    | Daniel Szczepankiewicz | Miedź Legnica         |
| 87         | Polska    | Seweryn Kiełpin        | Ruch Radzionków       |
| Obrońcy    |           |                        |                       |
| 14         | Serbia    | Marko Radić            | MFK Ružomberok        |
| 20         | Polska    | Cezary Stefańczyk      | Bogdanka Łęczna       |
| 23         | Polska    | Paweł Magdoń           | Bogdanka Łęczna       |
| 24         | Polska    | Kamil Hempel           | Stomil Olsztyn        |
| 26         | Polska    | Dawid Abramowicz       | Chojniczanka Chojnice |
| Pomocnicy  |           |                        |                       |
| 4          | Polska    | Jacek Góralski         | Błękitni Gąbin        |
| 5          | Polska    | Bartłomiej Sielewski   | Piast Gliwice         |
| 6          | Estonia   | Albert Taar            | Narva Trans           |
| 7          | Polska    | Krzysztof Janus        | Górnik Polkowice      |
| 8          | Polska    | Paweł Kaczmarek        | Stomil Olsztyn        |
| 13         | Polska    | Tomasz Grudzień        | Elana Toruń           |
| 16         | Polska    | Fabian Hiszpański      | wychowanek            |
| 18         | Polska    | Piotr Wlazło           | Radomiak Radom        |
| 22         | Polska    | Łukasz Kacprzycki      | Lechia Gdańsk         |
| 25         | Polska    | Filip Burkhardt        | Sandecja Nowy Sącz    |
| Napastnicy |           |                        |                       |
| 9          | Polska    | Łukasz Sekulski        | Raków Częstochowa     |
| 10         | Polska    | Janusz Dziedzic        | Olimpia Grudziądz     |
| 11         | Polska    | Marcin Krzywicki       | Ruch Radzionków       |

## Mecze

### Sparingi

#### runda jesienna
| 6 lipca 2013 | Wisła Płock                                        | 2:0   | Kolejarz Stróże |           |
| 11:00        | Janusz Dziedzic 34' · Bartłomiej Sielewski 49' (k) | (1:0) |                 | gospodarz |

| 10 lipca 2013 | Wisła Płock                               | 2:1   | Stomil Olsztyn             |           |
| 13:00         | Paweł Kaczmarek 43' · Łukasz Sekulski 48' | (1:0) | Łukasz Nadolski 88' (sam.) | gospodarz |

| 13 lipca 2013 | Widzew Łódź | 0:1   | Wisła Płock         |           |
| 18:00         |             | (0:1) | Łukasz Sekulski 27' | gospodarz |

| 19 lipca 2013 | Wisła Płock                                                          | 3:0   | Raków Częstochowa |                                                      |
| 10:30         | Marcin Krzywicki 24' · Grzegorz Wawrzyński 30' · Krzysztof Janus 75' | (2:0) |                   | Centrum Sportowo-Rekreacyjne Ptak Gutów Mały, Polska |

#### runda wiosenna
| 18 stycznia 2014 | Dolcan Ząbki | 0:5   | Wisła Płock                                                                                             |                                                  |
| 12:30            |              | (0:2) | Albert Taar 8' · Marcin Krzywicki 34' · Janusz Dziedzic 56' · Łukasz Sekulski 67' · Tomasz Grudzień 79' | boczne boisko stadionu KS Ursus Warszawa, Polska |

| 25 stycznia 2014 | Arka Gdynia | 0:2   | Wisła Płock                            |                                                               |
| 15:00            |             | (0:1) | Paweł Magdoń 14' · Tomasz Grudzień 80' | Stadion Lekkoatletyczny COS OPO Cetniewo Władysławowo, Polska |

| 29 stycznia 2014 | Gryf Wejherowo      | 1:2   | Wisła Płock                                |                                                               |
| 15:30            | Krzysztof Rzepa 85' | (0:1) | Jacek Góralski 40' · Łukasz Kacprzycki 76' | Stadion Lekkoatletyczny COS OPO Cetniewo Władysławowo, Polska |

| 1 lutego 2014 | Bytovia Bytów   | 1:1   | Wisła Płock      |                                                               |
|               | Jakub Bojas 55' | (0:1) | Piotr Wlazło 12' | Stadion Lekkoatletyczny COS OPO Cetniewo Władysławowo, Polska |

| 5 lutego 2014 | Olimpia Grudziądz                          | 2:1   | Wisła Płock         |                                                   |
| 12:00         | Maciej Kowalczyk 7' · Marcin Smoliński 67' | (1:1) | Filip Burkhardt 32' | boczne boisko Stadionu Miejskiego Świecie, Polska |

| 8 lutego 2014 | Wisła Płock                                                                            | 4:1   | Olimpia Elbląg        |           |
| 13:00         | Bartłomiej Sielewski 26' · Albert Taar 36' · Paweł Magdoń 53' · zawodnik testowany 75' | (2:1) | Kamil Graczyk 14' (k) | gospodarz |
| 13:00         | Nikita Mietlickij                                                                      | (2:1) |                       | gospodarz |

| 12 lutego 2014 | Wisła Płock | 6:1   | Pelikan Łowicz             |           |
| 11:00          | Łukasz Sekulski 39' (k) · Albert Taar 44' · Paweł Kaczmarek 60' · Marcin Krzywicki 75' 88' · Janusz Dziedzic 80' (k) | (2:0) | Krzysztof Brodecki 85' (k) | gospodarz |

| 15 lutego 2014 | Wisła Płock                                                       | 3:0   | Pogoń Siedlce |           |
| 11:00          | Łukasz Sekulski 33' · Filip Burkhardt 80' · Daniel Dybiec 90' (s) | (1:0) |               | gospodarz |

| 19 lutego 2014 | GKS Tychy                             | 2:1   | Wisła Płock                  |                |
| 11:00          | Tomáš Dočekal 35' · Łukasz Żegleń 39' | (2:1) | Bartłomiej Sielewski 22' (k) | Rybnik, Polska |

| 22 lutego 2014 | Rozwój Katowice | 0:1   | Wisła Płock      |                |
| 11:00          |                 | (0:1) | Piotr Wlazło 18' | Rybnik, Polska |

| 1 marca 2014 | Wisła Płock                  | 1:0   | Stomil Olsztyn |           |
| 13:30        | Bartłomiej Sielewski 27' (k) | (1:0) |                | gospodarz |

### I Liga

#### runda jesienna
| 27 lipca 2013 | Wisła Płock                                    | 2:2   | Miedź Legnica                                                            |                                                         |
| 15:45         | Janusz Dziedzic 55' (k) · Marcin Krzywicki 59' | (0:2) | Jakub Grzegorzewski 7' · Jakub Grzegorzewski 10'                         | gospodarz Widzów: 3500 Sędzia: Michał Zając (Sosnowiec) |
| 15:45         | Jacek Góralski · Łukasz Nadolski               | (0:2) | Jakub Grzegorzewski · Mariusz Zasada · Marcin Garuch · Tomasz Midzierski | gospodarz Widzów: 3500 Sędzia: Michał Zając (Sosnowiec) |

| 3 sierpnia 2013 | Górnik Łęczna     | 0:2   | Wisła Płock                                                                    |                                                          |
| 15:45           |                   | (0:1) | Krzysztof Janus 15' · Filip Burkhardt 78'                                      | gospodarz Widzów: 1300 Sędzia: Marek Opaliński (Legnica) |
| 15:45           | Nikolajs Kozačuks | (0:1) | Janusz Dziedzic · Cezary Stefańczyk · Łukasz Nadolski · Daniel Szczepankiewicz | gospodarz Widzów: 1300 Sędzia: Marek Opaliński (Legnica) |

| 10 sierpnia 2013 | Wisła Płock                                                   | 2:1   | Arka Gdynia            |                                                               |
| 20:00            | Marcin Krzywicki 24' · Janusz Dziedzic 41'                    | (2:0) | Tomasz Jarzębowski 68' | gospodarz Widzów: 5 500 Sędzia: Tomasz Kwiatkowski (Warszawa) |
| 20:00            | Jacek Góralski · Filip Burkhardt · Paweł Magdoń · Marko Radić | (2:0) | Arkadiusz Aleksander   | gospodarz Widzów: 5 500 Sędzia: Tomasz Kwiatkowski (Warszawa) |

| 17 sierpnia 2013 | Energetyk ROW Rybnik                            | 2:2   | Wisła Płock                                 |                                                           |
| 19:30            | Idrissa Cissé 11' · Jacek Góralski 45' (sam.)   | (2:2) | Marcin Krzywicki 12' · Marcin Krzywicki 33' | gospodarz Widzów: 4 000 Sędzia: Sebastian Krasny (Kraków) |
| 19:30            | Rafał Kurzawa · Sławomir Szary · Daniel Kutarba | (2:2) | Marcin Krzywicki · Marko Radić              | gospodarz Widzów: 4 000 Sędzia: Sebastian Krasny (Kraków) |

| 25 sierpnia 2013 | Wisła Płock                               | 2:2   | Dolcan Ząbki                                  |                                                             |
| 12:15            | Krzysztof Janus 28' · Krzysztof Janus 45' | (2:1) | Dariusz Zjawiński 6' · Bartosz Wiśniewski 68' | gospodarz Widzów: 4 000 Sędzia: Adam Lyczmański (Bydgoszcz) |
| 12:15            | Jacek Góralski · Arkadiusz Mysona         | (2:1) | Piotr Klepczarek · Szymon Matuszek            | gospodarz Widzów: 4 000 Sędzia: Adam Lyczmański (Bydgoszcz) |

| 1 września 2013 | Kolejarz Stróże                            | 2:0   | Wisła Płock                       |                                                        |
| 17:00           | Wojciech Trochim 76' · Janusz Wolański 90' | (0:0) |                                   | gospodarz Widzów: 400 Sędzia: Michał Zając (Sosnowiec) |
| 17:00           | Dawid Szufryn                              | (0:0) | Łukasz Nadolski · Filip Burkhardt | gospodarz Widzów: 400 Sędzia: Michał Zając (Sosnowiec) |

| 7 września 2013 | Wisła Płock         | 1:0   | Puszcza Niepołomice                                                                                         |                                                         |
| 18:00           | Janusz Dziedzic 11' | (1:0) | | gospodarz Widzów: 2 500 Sędzia: Paweł Dreschel (Gdańsk) |
| 18:00           | Filip Burkhardt     | (1:0) | Paweł Czychowski · Marcin Biernat · Sebastian Janik · Dmytro Rodin · Michał Mikołajczyk · Mateusz Cholewiak | gospodarz Widzów: 2 500 Sędzia: Paweł Dreschel (Gdańsk) |

| 15 września 2013 | Chojniczanka Chojnice                                | 2:0   | Wisła Płock                      |                                                            |
| 12:30            | Tomasz Mikołajczak 19' (k) · Daniel Chyła 44'        | (2:0) |                                  | gospodarz Widzów: 2 000 Sędzia: Łukasz Bednarek (Koszalin) |
| 12:30            | Daniel Chyła · Krystian Feciuch · Tomasz Mikołajczak | (2:0) | Cezary Stefańczyk · Paweł Magdoń | gospodarz Widzów: 2 000 Sędzia: Łukasz Bednarek (Koszalin) |

| 22 września 2013 | Wisła Płock     | 0:1   | Olimpia Grudziądz                                   |                                                          |
| 12:15            |                 | (0:1) | Adam Cieśliński 21'                                 | gospodarz Widzów: 1500 Sędzia: Wojciech Krztoń (Olsztyn) |
| 12:15            | Janusz Dziedzic | (0:1) | Michal Piter-Bučko · Marcin Staniek · Piotr Ruszkul | gospodarz Widzów: 1500 Sędzia: Wojciech Krztoń (Olsztyn) |

| 29 września 2013 | Termalica Bruk-Bet Nieciecza                                     | 0:1   | Wisła Płock                                         |                                                         |
| 16:00            |                                                                  | (0:1) | Janusz Dziedzic 34'                                 | gospodarz Widzów: 1100 Sędzia: Dawid Bukowczan (Żywiec) |
| 16:00            | Jakub Czerwiński · Dalibor Pleva · Vojtech Horváth · Jakub Kiełb | (0:1) | Krzysztof Janus · Łukasz Nadolski · Łukasz Sekulski | gospodarz Widzów: 1100 Sędzia: Dawid Bukowczan (Żywiec) |

| 5 października 2013 | Wisła Płock              | 1:1   | Stomil Olsztyn                 |                                                          |
| 14:00               | Bartłomiej Sielewski 32' | (1:0) | Arkadiusz Koprucki 57'         | gospodarz Widzów: 1200 Sędzia: Marek Opaliński (Legnica) |
| 14:00               | Jacek Góralski           | (1:0) | Dawid Kucharski · Kamil Hempel | gospodarz Widzów: 1200 Sędzia: Marek Opaliński (Legnica) |

| 13 października 2013 | GKS Tychy                            | 1:0   | Wisła Płock                                                          |                                                     |
| 12:30                | Damian Szczęsny 45'                  | (1:0) |                                                                      | gospodarz Widzów: 350 Sędzia: Robert Małek (Zabrze) |
| 12:30                | Patrik Čarnota · Dawid Dzięgielewski | (1:0) | Cezary Stefańczyk · Łukasz Nadolski · Piotr Wlazło · Paweł Kaczmarek | gospodarz Widzów: 350 Sędzia: Robert Małek (Zabrze) |

| 20 października 2013 | Wisła Płock                             | 1:0   | GKS Bełchatów                       |                                                              |
| 12:30                | Krzysztof Janus 13'                     | (1:0) |                                     | gospodarz Widzów: 2000 Sędzia: Sebastian Tarnowski (Wrocław) |
| 12:30                | Bartłomiej Sielewski · Marcin Krzywicki | (1:0) | Paweł Baranowski · Kamil Wacławczyk | gospodarz Widzów: 2000 Sędzia: Sebastian Tarnowski (Wrocław) |

| 27 października 2013 | Wisła Płock         | 1:0   | Flota Świnoujście                                                |                                                      |
| 12:15                | Krzysztof Janus 14' | (1:0) |                                                                  | gospodarz Widzów: 1500 Sędzia: Marcin Szrek (Kielce) |
| 12:15                | Jacek Góralski      | (1:0) | Piotr Kieruzel · Marek Niewiada · Mateusz Szałek · Rafał Grzelak | gospodarz Widzów: 1500 Sędzia: Marcin Szrek (Kielce) |

| 2 listopada 2013 | Sandecja Nowy Sącz                                       | 2:2   | Wisła Płock                                                |                                                    |
| 16:00            | Geworg Badaljan 66' · Adam Mójta 66' (k)                 | (2:0) | Marcin Krzywicki 17' · Marcin Krzywicki 24'                | gospodarz Widzów: 1500 Sędzia: Piotr Lasyk (Bytom) |
| 16:00            | Matej Náther · Piotr Kosiorowski · Sebastian Szczepański | (2:0) | Bartłomiej Sielewski · Fabian Hiszpański · Tomasz Grudzień | gospodarz Widzów: 1500 Sędzia: Piotr Lasyk (Bytom) |

| 9 listopada 2013 | Wisła Płock                                                            | 1:0   | Okocimski KS Brzesko            |                                                        |
| 18:00            | Marcin Krzywicki 34'                                                   | (1:0) |                                 | gospodarz Widzów: 1200 Sędzia: Rafał Rokosz (Katowice) |
| 18:00            | Seweryn Kiełpin · Fabian Hiszpański · Filip Burkhardt · Jacek Góralski | (1:0) | Bartosz Sobotka · Konrad Cebula | gospodarz Widzów: 1200 Sędzia: Rafał Rokosz (Katowice) |

| 16 listopada 2013 | GKS Katowice                     | 1:0   | Wisła Płock                    |                                                            |
| 17:30             | Grzegorz Fonfara 41'             | (1:0) |                                | gospodarz Widzów: 3300 Sędzia: Adam Lyczmański (Bydgoszcz) |
| 17:30             | Sławomir Duda · Grzegorz Fonfara | (1:0) | Piotr Wlazło · Janusz Dziedzic | gospodarz Widzów: 3300 Sędzia: Adam Lyczmański (Bydgoszcz) |

#### runda wiosenna
| 23 listopada 2013 | Miedź Legnica     | 0:0   | Wisła Płock       |                                                          |
| 15:00             |                   | (0:0) |                   | gospodarz Widzów: 1700 Sędzia: Wojciech Krztoń (Olsztyn) |
| 15:00             | Krzysztof Wołczek | (0:0) | Cezary Stefańczyk | gospodarz Widzów: 1700 Sędzia: Wojciech Krztoń (Olsztyn) |

| 9 marca 2014 | Wisła Płock                                         | 0:1   | Górnik Łęczna                                                                              |                                                            |
| 12:15        |                                                     | (0:1) | Maciej Szmatiuk 2'                                                                         | gospodarz Widzów: 3500 Sędzia: Adam Lyczmański (Bydgoszcz) |
| 12:15        | Paweł Magdoń · Bartłmiej Sielewski · Jacek Góralski | (0:1) | Patrik Mráz · Arkadiusz Woźniak · Lukáš Bielák · Sebastian Szałachowski · Łukasz Zwoliński | gospodarz Widzów: 3500 Sędzia: Adam Lyczmański (Bydgoszcz) |

| 14 marca 2014 | Arka Gdynia                                | 2:1   | Wisła Płock                       |                                                   |
| 19:00         | Bartosz Ślusarski 50' · Mateusz Szwoch 81' | (0:0) | Piotr Wlazło 47'                  | gospodarz Widzów: 6634 Sędzia: Paweł Malec (Łódź) |
| 19:00         | Krzysztof Sobieraj                         | (0:0) | Janusz Dziedzic · Paweł Kaczmarek | gospodarz Widzów: 6634 Sędzia: Paweł Malec (Łódź) |

| 22 marca 2014 | Wisła Płock                               | 2:1   | Energetyk ROW Rybnik |                                                              |
| 17:00         | Krzysztof Janus 42' · Filip Burkhardt 64' | (1:0) | Idrissa Cissé 49'    | gospodarz Widzów: 1800 Sędzia: Marcin Szczerbowicz (Olsztyn) |
| 17:00         | Cezary Stefańczyk · Piotr Wlazło          | (1:0) | Hubert Otręba        | gospodarz Widzów: 1800 Sędzia: Marcin Szczerbowicz (Olsztyn) |

| 30 marca 2014 | Dolcan Ząbki                                                   | 1:3   | Wisła Płock                                              |                                                            |
| 12:15         | Paweł Magdoń 32' (s) · Rafał Grzelak 39' · Grzegorz Piesio 90' | (0:2) | Filip Burkhardt 90' (k)                                  | gospodarz Widzów: 700 Sędzia: Tomasz Garbowski (Kluczbork) |
| 12:15         | Mateusz Długołęcki · Tomasz Prejs · Bartosz Wiśniewski         | (0:2) | Bartłomiej Sielewski · Jacek Góralski · Marcin Krzywicki | gospodarz Widzów: 700 Sędzia: Tomasz Garbowski (Kluczbork) |

| 5 kwietnia 2014 | Wisła Płock                                                      | 1:0   | Kolejarz Stróże       |                                                         |
| 17:00           | Krzysztof Janus 90'                                              | (0:0) |                       | gospodarz Widzów: 1500 Sędzia: Tomasz Radkiewicz (Łódź) |
| 17:00           | Cezary Stefańczyk · Marko Radić · Piotr Wlazło · Filip Burkhardt | (0:0) | Bartłomiej Smuczyński | gospodarz Widzów: 1500 Sędzia: Tomasz Radkiewicz (Łódź) |

| 12 kwietnia 2014 | Puszcza Niepołomice | 0:3   | Wisła Płock                                |                                                          |
| 16:00            |                     | (0:0) | Krzysztof Janus 58' 90' · Paweł Magdoń 64' | gospodarz Widzów: 400 Sędzia: Sebastian Jarzębak (Bytom) |
| 16:00            | Damian Szymonik     | (0:0) | Kamil Hempel                               | gospodarz Widzów: 400 Sędzia: Sebastian Jarzębak (Bytom) |

| 19 kwietnia 2014 | Wisła Płock                        | 0:2   | Chojniczanka Chojnice              |                                                            |
| 14:00            |                                    | (0:0) | Adam Duda 59' · Andrzej Rybski 74' | gospodarz Widzów: 2500 Sędzia: Krzysztof Jakubik (Siedlce) |
| 14:00            | Fabian Hiszpański · Jacek Góralski | (0:0) | Adam Duda · Krystian Feciuch       | gospodarz Widzów: 2500 Sędzia: Krzysztof Jakubik (Siedlce) |

| 23 kwietnia 2014 | Olimpia Grudziądz | 0:0   | Wisła Płock                     |                                                              |
| 17:00            |                   | (0:0) |                                 | gospodarz Widzów: 1000 Sędzia: Marcin Szczerbowicz (Olsztyn) |
| 17:00            | Dariusz Kłus      | (0:0) | Marko Radić · Łukasz Kacprzycki | gospodarz Widzów: 1000 Sędzia: Marcin Szczerbowicz (Olsztyn) |

| 26 kwietnia 2014 | Wisła Płock                      | 1:1   | Termalica Bruk-Bet Nieciecza                 |                                                                  |
| 17:00            | Marcin Krzywicki 69'             | (0:0) | Krzysztof Kaczmarczyk 77'                    | gospodarz Widzów: 700 Sędzia: Jarosław Rynkiewicz (Zielona Góra) |
| 17:00            | Jacek Góralski · Filip Burkhardt | (0:0) | Patryk Fryc · Dalibor Pleva · Dawid Sołdecki | gospodarz Widzów: 700 Sędzia: Jarosław Rynkiewicz (Zielona Góra) |

| 3 maja 2014 | Stomil Olsztyn                      | 1:2   | Wisła Płock                              |                                                   |
| 14:45       | Arkadiusz Czarnecki 34'             | (1:1) | Marcin Krzywicki 4' · Filip Burkardt 86' | gospodarz Widzów: 2000 Sędzia: Paweł Pskit (Łódź) |
| 14:45       | Arkadiusz Czarnecki · Grzegorz Lech | (1:1) | Paweł Magdoń                             | gospodarz Widzów: 2000 Sędzia: Paweł Pskit (Łódź) |

| 11 maja 2014 | Wisła Płock         | 1:1   | GKS Tychy                                                                                               |                                                           |
| 12:30        | Paweł Kaczmarek 90' | (0:0) | Denis Popovič 82' (k)                                                                                   | gospodarz Widzów: 2000 Sędzia: Łukasz Bednarek (Koszalin) |
| 12:30        | Paweł Kaczmarek     | (0:0) | Mateusz Grzybek · Mariusz Masternak · Tomáš Dočekal · Mariusz Zganiacz · Denis Popovič · Marcin Wodecki | gospodarz Widzów: 2000 Sędzia: Łukasz Bednarek (Koszalin) |

| 17 maja 2014 | GKS Bełchatów                                        | 0:2   | Wisła Płock                               |                                                            |
| 17:00        |                                                      | (0:0) | Filip Burkhardt 85' · Janusz Dziedzic 90' | gospodarz Widzów: 1650 Sędzia: Adam Lyczmański (Bydgoszcz) |
| 17:00        | Alexis Norambuena · Łukasz Wroński · Daniils Turkovs | (0:0) | Piotr Wlazło                              | gospodarz Widzów: 1650 Sędzia: Adam Lyczmański (Bydgoszcz) |

| 21 maja 2014 | Flota Świnoujście                                                    | 2:0   | Wisła Płock                    |                                                              |
| 17:00        | Petr Hošek 18' · Sebastian Zalepa 33'                                | (2:0) |                                | gospodarz Widzów: 1300 Sędzia: Sebastian Załęski (Ostrołęka) |
| 17:00        | Michał Stasiak · Robert Kolendowicz · Ensar Arifović · Rafał Grzelak | (2:0) | Paweł Magdoń · Krzysztof Janus | gospodarz Widzów: 1300 Sędzia: Sebastian Załęski (Ostrołęka) |

| 24 maja 2014 | Wisła Płock                                | 2:0   | Sandecja Nowy Sącz                                 |                                                        |
| 17:00        | Marcin Krzywicki 27' · Tomasz Grudzień 75' | (1:0) |                                                    | gospodarz Widzów: 1200 Sędzia: Paweł Dreschel (Gdańsk) |
| 17:00        | Marcin Krzywicki · Tomasz Grudzień         | (1:0) | Adam Mójta · Tomasz Margol · Sebastian Szczepański | gospodarz Widzów: 1200 Sędzia: Paweł Dreschel (Gdańsk) |

| 31 maja 2014 | Okocimski KS Brzesko                                                           | 1:2   | Wisła Płock                                    |                                             |
| 16:45        | Sani Goringo Abubakar 19'                                                      | (1:1) | Tomasz Grudzień 17' · Bartłomiej Sielewski 65' | gospodarz Sędzia: Robert Marciniak (Kraków) |
| 16:45        | Robert Smoliński · Jakub Kapsa · Konrad Cebula · Łukasz Tymiński · David Kwiek | (1:1) | Krzysztof Janus · Bartłomiej Sielewski         | gospodarz Sędzia: Robert Marciniak (Kraków) |

| 7 czerwca 2014 | Wisła Płock          | 1:1   | GKS Katowice                     |                                                        |
| 16:45          | Krzysztof Janus 45'  | (1:1) | Sławomir Duda 63'                | gospodarz Widzów: 2000 Sędzia: Paweł Dreschel (Gdańsk) |
| 16:45          | Bartłomiej Sielewski | (1:1) | Adrian Jurkowski · Sławomir Duda | gospodarz Widzów: 2000 Sędzia: Paweł Dreschel (Gdańsk) |

### Puchar Polski

#### runda wstępna, I tura
| 27 lipca 2013 | Sokół Kleczew                                                      | 1:0   | Wisła Płock                           |                                             |
| 15:45         | Mikołaj Pingot 64'                                                 | (0:0) |                                       | gospodarz Widzów: 300 Sędzia: Dominik Pasek |
| 15:45         | Paweł Lisiecki · Jakub Antosik · Jakub Dębowski · Michał Rutkowski | (0:0) | Seweryn Truskolaski · Damian Adamczyk | gospodarz Widzów: 300 Sędzia: Dominik Pasek |

## Strzelcy
| Liga | PP | Zawodnik             |
| ---- | -- | -------------------- |
| 10   | 0  | Krzysztof Janus      |
| 10   | 0  | Marcin Krzywicki     |
| 5    | 0  | Filip Burkhardt      |
| 5    | 0  | Janusz Dziedzic      |
| 2    | 0  | Tomasz Grudzień      |
| 2    | 0  | Bartłomiej Sielewski |
| 1    | 0  | Paweł Kaczmarek      |
| 1    | 0  | Paweł Magdoń         |
| 1    | 0  | Piotr Wlazło         |

## Transfery

### runda jesienna
- Przyszli: Dawid Abramowicz (Chojniczanka Chojnice), Damian Brzyski (junior), Damian Dombrowski (rezerwy), Bartosz Felbór (rezerwy), Krzysztof Garczewski (rezerwy), Bartłomiej Grzelak (brak klubu), Patryk Jastrzębski (rezerwy), Paweł Kaczmarek (Stomil Olsztyn), Marcin Kwiatkowski (rezerwy), Eryk Padzik (rezerwy), Igor Promis (junior), Kamil Staniszewski (junior), Cezary Stefańczyk (Górnik Łęczna), Piotr Stępniak (rezerwy), Konrad Subocz (junior), Seweryn Truskolaski (rezerwy), Piotr Wlazło (Radomiak Radom), Arkadiusz Majchrzak (rezerwy)

- Odeszli: Damian Adamczyk (Świt Nowy Dwór Mazowiecki), Patryk Jastrzębski (Błękitni Gąbin), Mirosław Kalista (Łysica Bodzentyn), Daniel Mitura (MKS Kutno), Krystian Pomorski (Lech Rypin), Mateusz Struski (Zagłębie Sosnowiec), Rafał Zembrowski (Dolcan Ząbki)

### runda wiosenna
- Przyszli: Kamil Hempel (Stomil Olsztyn), Łukasz Kacprzycki (Lechia Gdańsk), Albert Taar (Narva Trans)

- Odeszli: Paweł Bojaruniec (MKS Kutno), Damian Brzyski (rezerwy), Bartosz Felbór (rezerwy), Krzysztof Garczewski (MKS Kutno), Bartłomiej Grzelak (brak klubu), Arkadiusz Mysona (Chojniczanka Chojnice), Łukasz Nadolski (Siarka Tarnobrzeg), Eryk Padzik (rezerwy), Igor Promis (rezerwy), Kamil Staniszewski (rezerwy), Piotr Stępniak (rezerwy), Konrad Subocz (rezerwy), Seweryn Truskolaski (rezerwy), Grzegorz Wawrzyński (MKS Kutno)